# 苏尔东站
苏尔东站，是法国的一个铁路车站，位于法国61省的小镇阿尔默内什堡境内。

## 位置
苏尔东站位于阿尔默内什堡小镇的东北部，距离镇中心大约600米。车站大致呈东南-西北走向，开口朝西南。
苏尔东站虽然仅为一个小站，但却是一个区域性铁路枢纽：由阿让唐（西北）前往巴黎（东）和勒芒（南）方向的铁路在苏尔东站东南侧分岔。而这两条铁路之间建有联络线，由南向东或反向行驶的列车可不进入苏尔东站换向而直接通过，但事实上现并无客运列车行走于此联络线。

## 设施
苏尔东站是一个开放式的火车站，设有一个岛式站台。但该站没有地下通道或天桥，乘客需要横穿下行方向的铁路正线后前往，因此该站存在一定的安全隐患。此外，苏尔东站的站台上仅有一个简易的候车亭，没有雨棚等设施。
苏尔东站设有人工售票窗口，其开放时间如下：
- 周一至四：4:45~21:50
- 周五：4:45~22:35
- 周六：5:55~21:35
- 周日及节假日：6:15~21:35

苏尔东站前设有社会车辆及非机动车停车场。

## 站台设置
| 东北↑ |             |            |                    |
|       |             | 货车停靠线 |                    |
| 2道   |             |            | 阿朗松/巴黎方向→   |
|       | 岛式        |            |                    |
| 1道   |             | 过路车     | ←卡昂/格朗维尔方向 |
|       | 侧式 主站房 |            |                    |
| 西南↓ |             |            |                    |

## 停靠线路
以下列车线路在苏尔东站停靠：
| 苏尔东站列车线路表 |               |          |        |              |
| 线路               | 车种          | 上一站   | 下一站 | 大致运行频率 |
| 巴黎—格朗维尔      | TER Normandie | 莱格勒   | 阿让唐 | 每天6趟左右  |
| 图尔—卡昂          | TER Normandie | 阿朗松   | 阿让唐 | 每天1~2趟    |
| 图尔/勒芒—卡昂     | TER Normandie | 塞       | 阿让唐 | 每天6趟左右  |
| 阿朗松—阿让唐/卡昂 | TER Normandie | 塞       | 阿让唐 | 每天3趟左右  |
| 巴黎/德勒—阿让唐   | TER Normandie | 勒梅勒罗 | 阿让唐 | 每天1~2趟    |
| 1. 2.              |               |          |        |              |

## 配套交通

### 长途客车
苏尔东站没有固定的大巴车线路。当某条铁路线施工或罢工时，SNCF可能会提供途径该线路沿途站点的临时大巴车。

### 市内交通
苏尔东站附近暂无城市公共交通线路。

## 临近车站
| 苏尔东站（Gare de Surdon）                             |                    |                      |
| 上行车站                                               | 线路               | 下行车站             |
| 诺南勒潘站←                                            | 巴黎－格朗维尔铁路 | ⇒阿让唐站→埃库谢站   |
| 塞站←                                                  | 卡昂－图尔铁路     | ⇒阿让唐站→科里博弗站 |
| - 注："⇐"或"⇒"为共线路段；本表仅显示运营中的线路及车站 |                    |                      |